# Contea di Defiance
La contea di Defiance (in inglese: Defiance County) è una contea dello Stato dell'Ohio, negli Stati Uniti. La popolazione al censimento del 2010 era di 39 037 abitanti. Il capoluogo di contea è Defiance.